# Суржки
Суржки́ — село у Великобагачанській селищній громаді Миргородського району Полтавської області. Населення станом на 2001 рік становило 201 особа. Колишній орган місцевого самоврядування — Широкодолинська сільська рада.

## Географія
Село Суржки знаходиться за 2,5 км від села Широка Долина. По селу протікає пересихаючий струмок із загатою. Поруч проходить автомобільна дорога Т 1719.
Віддаль до центру громади — 9 км. Найближча залізнична станція Миргород — за 16 км.

## Історія
Село Суржки виникло в другій половині XIX ст. як хутір Устивицької волості Миргородського повіту Полтавської губернії.
На карті 1869 року поселення було позначене як хутір Суржків.
За переписом 1900 року в хуторі Суржків Устивицької волості Миргородського повіту Полтавської губернії разом з іншими хуторами (Широка Долина, Булатів, Горбанів, Даценків, Коломійцев, Грянчиха, Зайцев, Ольховий, Рубанів) була Друга Устивицька козацька громада, що об'єднувала 95 дворів, 760 жителів.
У 1912 році у хуторі Суржків було 173 жителя.
У січні 1918 року в селі розпочалась радянська доба.
За переписом 1926 року село входило до Великобагачанського району Лубенської округи.
У 1932–1933 роках внаслідок Голодомору, проведеного радянським урядом, у селі загинуло 18 мешканців.
З 15 вересня 1941 по 22 вересня 1943 року Суржки були окуповані німецько-фашистськими військами.

## Економіка
- СФГ "Каскад"

## Політика

### Парламентські вибори, 2019
На позачергових парламентських виборах 2019 року у селі функціонувала окрема виборча дільниця № 530031, розташована у приміщенні клубу.
Результати
- зареєстровано 137 виборців, явка 74,45%, найбільше голосів віддано за «Слугу народу» — 39,60%, за Радикальну партію Олега Ляшка — 19,80%, за Всеукраїнське об'єднання «Батьківщина» — 12,87%.[2] В одномандатному окрузі найбільше голосів отримав Ігор Лінчевський (самовисування) — 40,82%, за Анастасію Ляшенко (Слуга народу) — 18,37%, за Фахраддіна Мухтарова (самовисування) — 12,24%[3].

## Об'єкти соціальної сфери
- Будинок культури